# 接吻 (曲)
「接吻 kiss」（せっぷん）は、1993年11月10日に発売された、ORIGINAL LOVE通算5枚目のシングル。

## 解説
「接吻」は、日本テレビ系ドラマ『大人のキス』主題歌として制作された。アルバム『SUNNY SIDE OF ORIGINAL LOVE』に頭の歌い出しをカットし代わりにイントロがついたアルバム・ヴァージョンで収録され、シングル・ヴァージョンは『変身』と『THE BEST SELECTIONS OF ORIGINAL LOVE』、2枚のベスト・アルバムに収録された。
「微笑みについて」もオリジナル・アルバムには未収録で、アルバム『SUNNY SIDE OF ORIGINAL LOVE』に収録された。レコード会社移籍後にリリースされたアーティスト非監修のボックス・セット『COLOR CHIPS ORIGINAL LOVE LEGEND 1991-1994』の“ORANGE”には、間奏にフルート・ソロがある“Rare Version”が収録されている。
「接吻（オリジナル・カラオケ）」は、『COLOR CHIPS ORIGINAL LOVE LEGEND 1991-1994』のオリジナル・カラオケ集“GREEN”に収録された。
両曲とも小松秀行加入、森宣之離籍後のラインアップでレコーディングされた。裏ジャケットにはテレビ朝日旧本社内で撮影されたバンド・メンバー全員でのショットが使われている。

## 評価
音楽プロデューサーの横山裕章は、この曲を「Just the Two of Us進行」が効果的に使われている例に挙げている。

## 収録曲
全作曲：田島貴男、編曲：オリジナル・ラヴ
1. 接吻 kiss  –  (5'02")
作詞：田島貴男
2. 微笑みについて look at me, look at you  –  (5'29")
作詞：木原龍太郎・田島貴男
3. 接吻（オリジナル・カラオケ） kiss instrumental version

## レコーディング・メンバー
| ORIGINAL LOVE                     |
| 田島貴男 : Vocals, Chorus, Guitar |
| 木原龍太郎 : Keyboards            |
| 宮田繁男 : Drums                  |
| 村山孝志 : Guitar                 |
| 小松秀行 : Bass                   |

### 接吻 kiss
- Strings Arrange : 長谷川智樹
- Perc : 三浦“MEZASHI”晃嗣
- Horns : 村田陽一 (Courtesy of VICTOR ENTERTAINMENT)・エリック宮城・本田雅人
- Strings : 加藤JOEグループ
- Manupulate : 木本靖夫（オフィス・インテンツィオ）

### 微笑みについて look at me, look at you
- Perc : 三沢またろう
- Horns : ジェイク・H・コンセプション・数原晋・中川英二郎
- Flute : ジェイク・H・コンセプション
- Vibraphone : 香取良彦
- Chorus : 坪倉唯子 (Courtesy of BMG ROOMS,INC.)

## クレジット
- Produced by Takao Tajima
- Arranged by Original Love
- Photo : Tajjiemax At “Tsuta-Kan” (TV-ASAHI)

## リリース日一覧
| 地域 | リリース日     | レーベル                | 規格          | カタログ番号 | 備考                                                    |
| ---- | -------------- | ----------------------- | ------------- | ------------ | ------------------------------------------------------- |
| 日本 | 1993年11月10日 | EASTWORLD ⁄ TOSHIBA EMI | 8cmCDシングル | TODT-3145    | タイトル・トラックのオリジナル・カラオケを含む3曲収録。 |

## Ovallとのコラボレーション

### 解説
Ovallとのコラボレーションにより再録された本曲は、PEUGEOT508の新TVCMソングとして2021年6月21日より放送が開始され、オンエアに先駆け同曲のミュージック・ビデオが6月14日、YouTubeにてショート・ヴァージョンで公開され、9月にリリースされた初のOriginal Loveオフィシャル・カバー・アルバム『What a Wonderful World with Original Love?』に収録。同日、ミュージック・ビデオがフルサイズで公開された。その後、2022年11月リリースのアルバム『MUSIC, DANCE & LOVE』にも収録された。

### ライブ・パフォーマンス
2022年12月23日にテレビ朝日系『ミュージックステーション ウルトラSUPER LIVE 2022』に、Original Love & Ovallにて出演。「接吻 (M.D.L. Version)」を披露。Original Loveとしては、実に29年ぶりのミュージック・ステーションへの出演となった。

### レコーディング・メンバー
- 田島貴男    VOCALS
- Shingo Suzuki    BASS, KEYBOARDS & PROGRAMMING
- mabanua    DRUMS
- 関口シンゴ    GUITARS
- 類家心平    TRUMPET

## 中島美嘉のカヴァー
「接吻」（せっぷん）は、中島美嘉の8枚目のシングル。

### 解説
ORIGINAL LOVE「接吻」をラヴァーズ・ロックでカヴァーした、2003年度3作目のシングル。新旧J-POPアーティストによるラヴァーズ・ロック・コンピレーション・アルバム『RELAXIN' WITH JAPANESE LOVERS JAPANESE LOVERS ROCK AND COLLECTIONS』からのシングル・カット。5万枚完全限定生産、初回盤は二面デジパック仕様。アナログ盤もリリースされた。シングル発売当初はミュージック・ビデオが制作されていなかったが、同年12月に発売したビデオ・クリップス集「FILM LOTUS III」にて撮り下おし映像として収録。
レコーディングには屋敷豪太と松永孝義の、MUTE BEATオリジナル・リズム・セクションが揃って参加している。

### 収録曲
1. 接吻
作詞・作曲：田島貴男、編曲：森俊也
2. 接吻 (Yard Style mix)  –  (6:01)
3. 接吻 (Dennis Bovell Lovers Dub #2)  –  (5:38)
4. 接吻 (Instrumental)  –  (6:00)

### クレジット
1. 接吻
- 作詞・作曲：田島貴男 編曲：森俊也 (ROCKING TIME)
- Sound Produced & Arranged by Syunya Mori
- Drums: GOTA
- Bass: Takayoshi Matsunaga
- Guitars: Takashi Yamamoto (ROCKING TIME)
- Keyboards: Shunya Mori
- Strings: Gen Ittetsu Strings
- Background Vocals: ASATO
- Shunya Mori by the courtesy of Toy's Factory

2. 接吻 (Yard Style mix)
- 作詞・作曲：田島貴男、編曲：森俊也

3. 接吻 (Dennis Bovell Lovers Dub #2)
- 作詞・作曲：田島貴男、編曲：Dennis Bovell、森俊也

4. 接吻 (Instrumental)
- 作詞・作曲：田島貴男、編曲：森俊也
- Recorded by Toshihiko Miyoshi, Makoto Matsuoka
- Mixed by Toshihiko Miyoshi(01,04), Shunya Mori(02)
- Dub Mixed by Dennis Bovell(03)
- Mastered by Kevin Metcalfe at THE SOUND MASTERS, LONDON
- Art Direction & Design: TYG (Tycoon Graphics for Graphickers)
- Photograph: Kenshu Shintsubo for KiKi

## 収録アルバム
- LØVE (#1)
- ずっと好きだった〜ALL MY COVERS〜 (#1)
- TEARS (#1)
- 〜Healing Collection〜 RELAXIN' (#3)